# Hoplotylus femina
Hoplotylus femina är en rundmaskart. Hoplotylus femina ingår i släktet Hoplotylus och familjen Hoplolaimidae. Inga underarter finns listade i Catalogue of Life.